# Rezerwat przyrody Wolica (województwo świętokrzyskie)
Rezerwat przyrody Wolica – rezerwat przyrody nieożywionej w gminie Chęciny, w powiecie kieleckim, w województwie świętokrzyskim, na terenie wsi Wolica i Siedlce. Znajduje się w obrębie otuliny Chęcińsko-Kieleckiego Parku Krajobrazowego.
- Powierzchnia: 2,81 ha[1] (akt powołujący podawał 2,78 ha)
- Rok utworzenia: 2000
- Dokument powołujący: Rozporz. Woj. Święt. 51/2000 z 6.04.2000; Dz. Urz. Woj. Święt. 20/2000, poz. 148 z 14.04.2000
- Numer ewidencyjny WKP: 067
- Przedmiot ochrony: obszar wyrobisk pogórniczych z profilem osadów dolnego wapienia muszlowego

Wjazd do rezerwatu od ul. Małej w Wolicy. Rezerwat obejmuje dawny, nieczynny kamieniołom wgłębny wraz z otaczającymi nieużytkami (obszar oznaczony w ewidencji gruntów jako działka nr 526/3 we wsi Wolica oraz działka nr 6 we wsi Siedlce). Na dnie kamieniołomu znajduje się niewielkie jeziorko.
Według aktu powołującego, celem ochrony jest zachowanie ze względów naukowo-dydaktycznych profilu osadów dolnego wapienia muszlowego (środkowy trias) odsłaniających się w ścianach nieczynnego kamieniołomu.